# Oparara vallus
Oparara vallus är en spindelart som först beskrevs av Marples 1959.  Oparara vallus ingår i släktet Oparara och familjen Amphinectidae. Inga underarter finns listade i Catalogue of Life.